# ژان ماری اوبری
ژان ماری اوبری (انگلیسی: Jean-Marie Aubry؛ زادهٔ ۳ آوریل ۱۹۶۹) بازیکن فوتبال اهل فرانسه است.
از باشگاه‌هایی که در آن بازی کرده‌است می‌توان به باشگاه فوتبال آنژه، باشگاه فوتبال کان، باشگاه فوتبال استراسبورگ، باشگاه فوتبال لیل، و آ.اس موناکو اشاره کرد.
وی همچنین در تیم ملی فوتبال ساحلی فرانسه بازی کرده‌است.